# Atok (Cameroun)
Pour la localité aux Philippines, voir Atok.
Atok est une commune du Cameroun située dans la région de l'Est et le département du Haut-Nyong. Son ressort territorial couvre celui de l'arrondissement de Bibend (ou Bebend), qui comptait 9 335 habitants lors du recensement de 2005.

## Organisation administrative de la commune

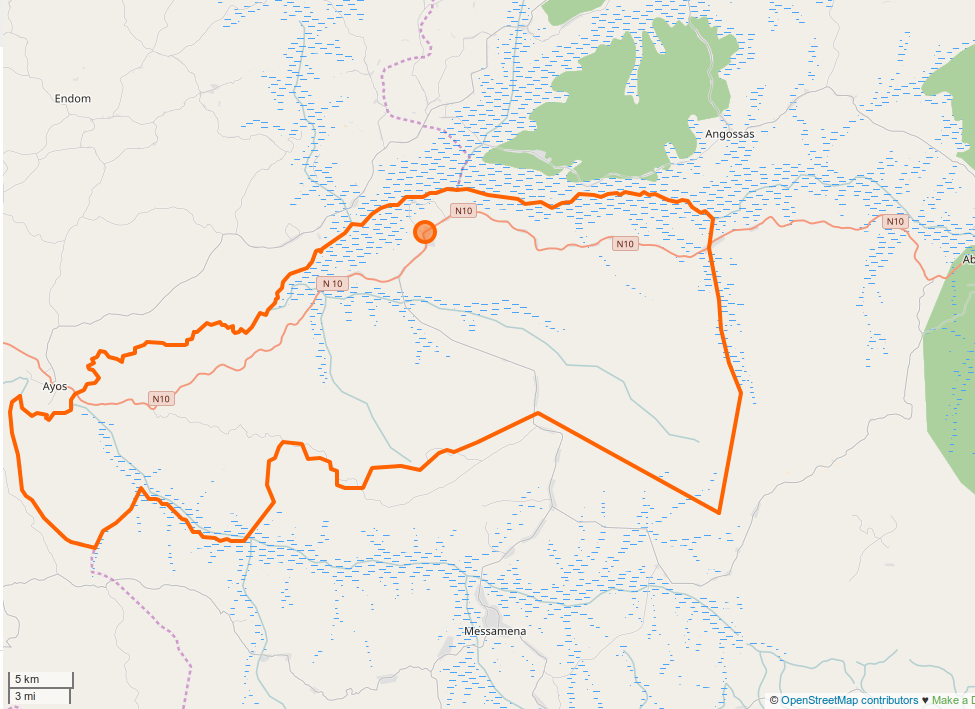

Outre Atok proprement dit, la commune comprend les villages suivants :
- Akok Maka
- Akok Yebekolo
- Ba'a
- Bende
- Bidjigué I
- Bidjigué II
- Bigoens
- Djoum
- Ebodenkou
- Kodja Ns
- Landa
- Makogou
- Makok
- Mayos
- Mbama
- Mikouague
- Ndankuimb
- Ndjinda
- Ngouemetag I
- Ngouemetag II
- Ngoulemakong
- Ntoumb
- Nyimbe
- Souombou
- Zoguela

## Administration
Atok dispose d'une chefferie traditionnelle de Ier degré. Celle-ci existe depuis la fin des années 1800. Yewoo Meneng y règne en 1884.